# アトレティコ・サン・ルイス
クルブ・アトレティコ・デ・サン・ルイス（Club Atlético de San Luis）は、メキシコのサン・ルイス・ポトシを本拠地とし、リーガMXに所属するサッカークラブチームである。2013年5月28日に設立された。スペインのアトレティコ・マドリードがクラブの50%の所有権を持ち、運営している。
チームの名前は、消滅したアトレティコ・ポトシとサン・ルイスFCから取られた。

## 歴史
2013年5月28日、サン・ルイス・ポトシの新たなチームとして設立。
2017年3月16日、アトレティコ・マドリードがクラブの50%の所有権を持つことを発表した。
2019年5月5日、総合優勝プレーオフでドラドス・デ・シナロアを破り、リーガMX（1部）昇格を果たした。
2023年シーズン後期ファイナルフェーズでクラブ史上最高位のベスト8に進出すると、2023年5月にはポトシ出身の実業家であり過去に経済副会長も務めたヤコボ・パヤン・エスピノサが新しい会長に就任した。

## タイトル

### 国内タイトル
- アセンソMX

優勝 (2) : アペルトゥーラ2018, クラウスーラ2019

## 現所属メンバー
2020年1月18日現在
注：選手の国籍表記はFIFAの定めた代表資格ルールに基づく。
| No. | Pos. |              | 選手名                         |
| --- | ---- | ------------ | ------------------------------ |
| 1   | GK   | メキシコ     | カルロス・フェリペ・ロドリゲス |
| 2   | MF   | メキシコ     | フアン・ダビド・カストロ       |
| 3   | DF   | メキシコ     | ディオニシオ・エスカランテ     |
| 4   | DF   | チリ         | マティアス・カタラン           |
| 5   | DF   | アルゼンチン | ラミロ・ゴンサレス             |
| 6   | MF   | チリ         | フェリペ・ガジェゴス           |
| 7   | FW   | アルゼンチン | ヘルマン・ベルテラメ           |
| 8   | MF   | メキシコ     | パブロ・バレーラ               |
| 9   | FW   | アルゼンチン | ニコラス・イバニェス           |
| 11  | MF   | エクアドル   | アンデルソン・フリオ           |

| No. | Pos. |              | 選手名               |
| --- | ---- | ------------ | -------------------- |
| 12  | DF   | エクアドル   | ルイス・レオン       |
| 13  | GK   | アルゼンチン | アクセル・ウェルネル |
| 14  | DF   | アルゼンチン | ロドリゴ・ノヤ       |
| 15  | MF   | メキシコ     | ホルヘ・サンチェス   |
| 16  | DF   | スペイン     | カデーテ             |
| 17  | MF   | メキシコ     | パブロ・ロペス       |
| 18  | MF   | ウルグアイ   | カミーロ・マジャダ   |
| 19  | FW   | メキシコ     | ディエゴ・ピネダ     |
| 20  | FW   | アルゼンチン | マウロ・キロガ       |
| --  | FW   | ベネズエラ   | ジョン・ムリージョ   |

### ローン中
| No. | Pos. |          | 選手名                                                   |
| --- | ---- | -------- | -------------------------------------------------------- |
| —   | DF   | メキシコ | ルイス・ヘラード・ラミレス (→CDテパティトラン・モレロス) |
| —   | DF   | スペイン | カデテ (→ケレタロFC)                                     |

| No. | Pos. |              | 選手名                                                                   |
| --- | ---- | ------------ | ------------------------------------------------------------------------ |
| —   | DF   | スペイン     | ボルハ・ゴンサレス・テハダ (→UDサン・セバスティアン・デ・ロス・レイエス) |
| —   | MF   | アルゼンチン | レアンドロ・トーレス (→タンピコ・マデロFC)                               |

## 歴代監督
- ミゲル・フエンテス (2013–2014)
- フラビオ・ダビノ (2014)
- ラウール・アリアス (2015)
- カルロス・ブストス (2016)
- サルバドール・ルイス・レジェス (2017)
- ホセ・フランシスコ・モリーナ (2017–2018)
- アルフォンソ・ソサ (2018–2019)
- グスタボ・マトサス (2019)
- ギジェルモ・バスケス (2020–)